# Heaven for Everyone
"Heaven for Everyone" é uma canção da banda britânica The Cross escrita pelo baterista Roger Taylor. Ela apareceu originalmente no álbum Shove It, da banda de Taylor, The Cross, tendo Freddie Mercury como cantor convidado e sendo a quarta faixa do álbum. Posteriormente foi retrabalhada como música do Queen e apareceu no álbum de 1995, Made in Heaven, onde foi a sétima faixa e foi lançada como primeiro single do álbum. A música alcançou o segundo lugar na UK Singles Chart, a parada britânica.

## Vocais e composição
Havia boatos de que Roger Taylor tinha escrito essa canção em 1986, para o álbum A Kind of Magic, depois de ter terminado seus trabalhos em Highlander. Se ele realmente escreveu essa canção para o álbum A Kind of Magic, ela não foi utilizada ou foi deixada de lado, incompleta, quando o álbum foi finalizado.
Quando Taylor começou a trabalhar no material para o álbum Shove It, (de sua própria banda) ele recrutou Freddie Mercury para gravar os backing vocals na canção. Duas versões foram gravadas: uma com Freddie apenas fazendo os backing vocals e Taylor fazendo os vocais principais; e outra com Freddie fazendo os vocais principais. O instrumental de cada um dos vocais principais foi gravado separadamente, em vez de dois vocais principais sobre o mesmo instrumental. A versão com os vocais de Taylor é aproximadamente vinte segundos mais longa que a versão com os vocais de Freddie.  A versão para a The Cross também inclui uma introdução falada por Taylor, assim como um refrão falado na metade da música. O refrão na versão com vocais de Taylor tem letra extra, não cantada na versão com os vocais de Mercury (embora ela apareça na letra impressa). Ambas as versões terminam com Taylor dizendo "And that... Is the end... Of this section". ("E este... É o fim... Desta seção"). Não está claro se "section" (seção) refere-se à metade deste álbum, ou à seção de músicas com um tom mais sério (sendo está canção a única com um tom sério do álbum).
A edição do álbum Shove It no Reino Unido contou com a versão com os vocais principais de Mercury, e o single foi lançado com os vocais principais de Taylor. Nos EUA, a versão do álbum contou com os vocais de Taylor, e a música não foi lançada como single.

## "Heaven for Everyone" como música do Queen
Após a morte de Freddie Mercury, assim que o Queen começou as preparações para completar o álbum póstumo Made in Heaven, Heaven for Everyone foi selecionada para ser refeita pela banda como música do Queen. Os vocais principais de Mercury gravados em 1987 ganharam fundo instrumental e backing vocal novos. Uma diferença significativa entre as versões da The Cross e do Queen é que não há a introdução e nem o final falados, como feito por Taylor na versão original da The Cross. O Queen não explicou o porquê destes elementos terem sido retirados, mas supõe-se que sem as partes faladas, a música ficaria mais amigável ao ouvinte.
No Reino Unido, lançado em 23 de outubro de 1995, foi o primeiro single retirado do novo álbum, que foi lançado duas semanas depois. Uma versão single com duas partes (mesma canção, com diferentes faixas no lado B) foi editada em 30 de outubro de 1995, uma semana antes do lançamento do álbum.
Para os lançamentos em single, foi feita uma versão exclusiva, com edições em algumas porções instrumentais da música (de quase um minuto).

## Videoclipe
Um videoclipe para homenagear Freddie Mercury foi dirigido por David Mallet e lançado em 1995. Ele mostra trechos dos filmes "Viagem à Lua", "Viagem Através do Impossível" e "O Eclipse", todos de Georges Méliès. Além disso, também intercala homenagens dos fãs.
O videoclipe para a versão da The Cross mostra Taylor cantando em um lugar parecido com uma praia, enquanto pessoas idosas passam pela banda e sobem escadas para alcançarem o Paraíso.